# Ђемона дел Фриули
Ђемона дел Фриули (итал. Gemona del Friuli) је насеље у Италији у округу Удине, региону Фурланија-Јулијска крајина.
Према процени из 2011. у насељу је живело 11141 становника. Насеље се налази на надморској висини од 190 м.

## Становништво
| 1931.  | 1936.  | 1951.  | 1961.  | 1971.  | 1981.  | 1991.  | 2001.  | 2011.  |
| ------ | ------ | ------ | ------ | ------ | ------ | ------ | ------ | ------ |
| 12.231 | 11.570 | 12.898 | 12.534 | 11.167 | 10.876 | 11.316 | 11.070 | 11.141 |

## Партнерски градови
- Laakirchen
- Velden am Wörther See
- Фолињо